# Каипкулово
Каипку́лово (баш. Ҡайыпҡол) — деревня в Учалинском районе Республики Башкортостан Российской Федерации. Входит в состав Новобайрамгуловского сельсовета.

## География

### Географическое положение
Расстояние до:
- районного центра (Учалы): 63 км,
- центра сельсовета (Новобайрамгулово): 2 км,
- ближайшей железнодорожной станции (Урал-Тау): 68 км.

## Население
| 2002 | 2009 | 2010 |
| ---- | ---- | ---- |
| 117  | ↗119 | ↘107 |

Национальный состав
Согласно переписи 2002 года, преобладающая национальность — башкиры (100 %).